# Гвоздецький Микола Андрійович
Гвозде́цький Микола Андрійович (15 грудня 1913, Санкт-Петербург — 10 жовтня 1994, Москва) — радянський фізико-географ, карстолог, доктор географічних наук (1949).

## Біографія
Народився 2 грудня за старим, 15 грудня за новим стилем 1913 року в родині агронома Андрія Каллініковича і звичайної вчительки Серафими Миколаївни (до шлюбу Харламова), в столиці Російської імперії, Санкт-Петербурзі. Родина батька походить з українського містечка Гвіздець на Івано-Франківщині. Батько за участь в революційній організації «Союз боротьби за визволення робітничого класу» був засланий до Архангельської губернії. Пізніше, як агроном, інспектував Пензенську губернію, а 1917 року працював у столиці в редакції сільгоспгазети. Мати Миколи Андрійовича — Серафима Миколаївна, до шлюбу Харламова, була за освітою вчителькою. Вчителювала в В'язниках (Владимирська губернія) та інших місцях Центральної Росії. Під час громадянської війни родина переїхала до Іваново, де Микола закінчив середню школу та музичне училище (піаніно). Дитинство й шкільні роки майбутнього географа пройшли в місті Іваново. На канікули він часто виїжджав разом з батьками до села Тименко, де був маєток рідного дядька, відомого художника М. М. Харламова. Сільське середовище захоплювало вразливого і допитливого Миколу, тут він із захопленням збирав колекції мінералів, формував гербарії, малював. Це захоплення він проніс через усі свої експедиції, створюючи чудові замальовки відвіданих ландшафтів та місцевостей.
1932 року вступив, а 1938 року закінчив географічне відділення ґрунтово-географічного факультету Московського державного університету (МГУ). Був залишений в аспірантурі науково-дослідного інституту географії Герасимовим Інокентієм Петровичем.
Воював під час німецько-радянської війни при харківській картографічній військовій частині. 1943 року захистив кандидатську дисертацію в Саратові на тему «Орографія Великого Кавказу». Після демобілізації, з 1946 року, доцент Московського педагогічного університету (МГПИ).
З 1948 року при МДУ займається геоморфологічними дослідженнями карсту на Кавказі. 1948 року захистив докторську дисертацію з проблематики впливу карстових явищ на ландшафтотворення на тему «Карстові області Великого Кавказу і проблеми морфології карсту на основі їхнього вивчення». 1951 року присвоєне вчене звання професор. З 1959 по 1987 роки був завідувачем кафедри фізичної географії СРСР географічного факультету МДУ. Багато подорожував з експедиціями на Тянь-Шань, Зеравшанський хребет, Паміро-Алай, Байсунтау, плато Устюрт, Мангишлак, до Прикаспійської низовини, Приангар'я, Алтаю, Примор'я. Досліджував карст Болгарії, Куби, Польщі, Угорщини, Чехії, Швеції.
Довгий час очолював Карстову комісію Академії наук СРСР, очолював географічну секцію Московського товариства натуралістів. Гвоздецький провадив активну громадську роботу в різних наукових організаціях, був членом: різних рад географічного факультету МДУ, Інституту географії АН СРСР, Географічного товариства, Бібліотеки імені О. М. Горького, головою науково-методичного бюро по природному районуванню та членом географічної секції Міністерства вищої і середньої спеціальної освіти СРСР.
Помер 10 жовтня 1994 року в Москві на 81-му році життя. Похований на Ваганьковському кладовищі в Москві.

## Нагороди і відзнаки
Гвоздецький М. А. був неодноразово був нагороджений золотими медалями іноземних університетів і товариств, медалями ВДНГ, почесними дипломами Географічного товариства СРСР. Нагороджений орденом Вітчизняної війни II ступеня, 5 медалями, почесною грамотою Верховної Ради РРФСР.
- 1969 — премія МДУ імені Анучина за монографію «Фізико-географічне районування СРСР».
- 1974 — заслужений діяч науки РРФСР за плідну багаторічну наукову діяльність.
- 1974 — золота медаль імені Пржевальського.
- 1985 — почесний член Географічного товариства СРСР.
- 1991 — золота медаль Географічного товариства СРСР за велику наукову і педагогічну діяльність.

Іменем Гвоздецького названа печера на Карабі-Яйлі в Криму, великі гроти в печерах Дивья на Уралі і Кулогорська на Пінезі.

## Наукові праці
Гвоздецький Микола Андрійович разом з гідрогеологом Г. О. Максимовичем (з Пермі) і спелеологом В. Н. Дублянським (з Сімферополя) протягом 1960-1980-х років були обличчям радянської карстології та спелеології. При вивченні карсту особливу увагу приділяв дослідженню умов і факторів розвитку, регіональним дослідженням, питанням типології і районування, історія карстознавчих досліджень, розвитку вчення про карстовий ландшафт. Микола Андрійович займався дослідженням проблем карсту (написано понад 250 робіт), теорії фізичної географії гірських країн, фізико-географічного районування СРСР, ландшафтного вивчення (типологічний напрямок) і картографування гірських областей (особливо Кавказу і Середньої Азії), історії російської географічної науки, прикладним країнознавством.
Автор 54 монографій, понад 800 наукових статей:
- (рос.) Гвоздецкий Н. А. Путешествия В. Л. Комарова. — М. : Географгиз, 1949. — 112 с. — (Русские путешественники) — 50000 прим.
- (рос.) Гвоздецкий Н. А. Карст. — М., 1950.
- (рос.) Гвоздецкий Н. А. В. Л. Комаров. — М. : Географгиз, 1953. — 48 с. — (Замечательные географы и путешественники)
- (рос.) Гвоздецкий Н. А. Как были стерты «белые пятна» с карты СССР. — М. : Географгиз, 1953. — 184 с. — 50000 прим.
- (рос.) Гвоздецкий Н. А. Сорок лет исследований и открытий. — М. : Географгиз, 1957. — 208 с. — 35000 прим.
- (рос.) Гвоздецкий Н. А. Физическая география Кавказа. — М., 1958.
- (рос.) Гвоздецкий Н. А. В Индии: Впечатления географа. — М. : Географгиз, 1960. — 184 с. — 25000 прим.
- (рос.) Гвоздецкий Н. А. Кавказ: Очерк природы. — М. : Географгиз, 1963. — 264 с. — 7000 прим.
- (рос.) Гвоздецкий Н. А. Советские географические исследования и открытия. — М. : Мысль, 1967. — 392 с. — 17000 прим.
- Физико-географическое районирование СССР, М., 1968 (співавтор).
- (рос.) Гвоздецкий Н. А., Мильков Ф. Н., Михайлов Н. И. Физическая география СССР. — М., 1969. — університетський підручник, що витримав 5 видань.
- История открытия и исследования Советской Азии, М., 1969 (співавтор).
- (рос.) Гвоздецкий Н. А. В тропической Западной Африке. — М. : Просвещение, 1970. — 184 с. — (Человек и планета) — 40000 прим.
- (рос.) Гвоздецкий Н. А. По зарубежной Европе. — М. : Изд-во МГУ, 1970. — 212 с. — 11000 прим.
- (рос.) Гвоздецкий Н. А. Проблемы изучения карста и практика. — М. : Мысль, 1972. — 392 с.
- (рос.) Гвоздецкий Н. А., Михайлов Н. И. Физическая география СССР. Азиатская часть: Учебник для студентов геогр. фак. ун-тов. — Мысль, 1978. — 512 с.
- (рос.) Гвоздецкий Н. А. Основные проблемы физической географии. — М., 1979.
- (рос.) Гвоздецкий Н. А. Карстовые ландшафты. — М. : Изд-во МГУ, 1979.
- (рос.) Гвоздецкий Н. А. Карстовые ландшафты. — М. : Изд-во МГУ, 1988. — 112 с. — ISBN 5-211-00128-1.
- (рос.) Гвоздецкий Н. А. Карст. — М. : Мысль, 1981. — 214 с. — (Природа мира) — 66000 прим.
- (рос.) Гвоздецкий Н. А., Голубчиков Ю. Н. Горы. — М. : Мысль, 1987. — 400 с. — (Природа мира) — 50 000 прим.

Широку популярність і заслужену повагу Гвоздецький здобув як редактор і рецензент численних наукових і популярних збірок, книжок.